# Kateřina Stenbock
Kateřina Stenbock švédsky Katarina Stenbock, Gustavsdotter (22. července 1535, zámek Torpa u Borås – 13. prosince 1621, Strömsholm) byla jako třetí manželka švédského krále Gustava I. Vasy švédská královna v letech 1552–1560.

## Biografie

### Původ a mládí
Jejími rodiči byli Gustav Olofsson Stenbock, člen Královské rady, a Brita Eriksdotter Leijonhufvud, sestra Markéty Leijonhufvud, druhé ženy krále Gustava I. Vasy.

## Manželství
Smrt druhé manželky byla pro Gustava I. Vasu velkou ranou, tím spíše, že osiřelo osm dětí, z nich nejstarší Jan měl necelých 14 let a nejmladší Karel ještě ani ne rok. Král tedy bezodkladně začal hledat novou ženu. Volba padla na šestnáctiletou Kateřinu, neteř zemřelé Markéty. Ta byla již od dětství zasnoubena s mladíkem z dobrého rodu Gustavem Johanssonem a nebyla nadšena vyhlídkou na sňatek s mužem o čtyřicet let starším, odmítnutí však nepřipadalo v úvahu.
Rozhodnutí krále se ovšem potkalo s kritikou jak šlechty, tak církevních kruhů. Arcibiskup Olaus Petri protestoval proti tomuto spojení tvrdě, že sňatek s neteří zemřelé manželky je v rozporu s božím zákonem v Bibli a odmítl králi sňatek uzavřít. Gustav naopak tvrdil, že zákaz zapsaný v Mojžíšových knihách platí pouze pro Židy a rozhodl, že svatební obřad se uskuteční ve Vadsteně.
Svatba se konala 22. srpna roku 1552. Manželství trvalo osm let, do smrti krále 29. září roku 1560, a bylo označováno jako šťastné. Z manželství se nenarodily žádné děti.

## Královna vdova
Po králově smrti Kateřina neměla šanci na nové manželství. Přestože ovdověla v sotva pětadvaceti letech, již nikdy se neprovdala. Po zbytek života značnou část svého času věnovala charitativní činnosti. Měla dobré vztahy se svými pastorky a často urovnávala spory mezi nimi.
Po ovdovění pobývala nějaký čas na Alandech, později přesídlila na zámek Strömsholm, který dostala jako dar od svého manžela nedlouho před jeho smrtí. Ve své závěti však Gustav I. Vasa odkázal Strömsholm svému synovi Karlovi, vévodovi ze Södermanlandu; výsledkem byly spory mezi Kateřinou a jejím nevlastním synem. Nakonec se souhlasem Riksdagu potvrdil její vlastnická práva Jan III. v roce 1582. Zemřela tam 13. prosince roku 1621, přeživši svého manžela o 61 let. Dne 1. dubna roku 1622 byla pochována v uppsalské katedrále.